# Desmodiastrum
Desmodiastrum é um género botânico pertencente à família Fabaceae.